# Liste der Nummer-eins-Country-Alben in den USA (2015)
Dies ist eine Liste der Nummer-eins-Alben in den von Billboard ermittelten Verkaufscharts für Country-Alben in den USA im Jahr 2015. In diesem Jahr gab es vierundzwanzig Nummer-eins-Alben.

| ← 2014 ← | Liste der Nummer-eins-Country-Alben in den USA | Liste der Nummer-eins-Country-Alben in den USA | Liste der Nummer-eins-Country-Alben in den USA | 2016 →                    |
| \| Zeitraum \| Wo. ges. \| Interpret \| Titel \| Zusätzliche Informationen \| \| (Zeitraum, Wochen auf Platz eins, Interpret, Titel, zusätzliche Informationen) \| \| \| \| \| \| ------------------------------------------------------------------------------ \| -------- \| ----------------------------- \| --------------------------------------- \| ------------------------- \| \| 27. Dezember 2014 – 2. Januar 2015 1 Woche (insgesamt 1) \| 1 \| Carrie Underwood \| Greatest Hits: Decade Number 1[1] \| — \| \| 3. Januar 2015 – 16. Januar 2015 2 Wochen (insgesamt 6) \| 6 \| Garth Brooks \| Man Against Machine[2] \| — \| \| 17. Januar 2015 – 23. Januar 2015 1 Woche (insgesamt 3) \| 3 \| Jason Aldean \| Old Boots, New Dirt[3] \| — \| \| 24. Januar 2015 – 30. Januar 2015 1 Woche (insgesamt 7) \| 7 \| Garth Brooks \| Man Against Machine \| — \| \| 31. Januar 2015 – 27. Februar 2015 4 Wochen (insgesamt 5) \| 5 \| Sam Hunt \| Montevallo[4] \| — \| \| 28. Februar 2015 – 6. März 2015 1 Woche (insgesamt 1) \| 1 \| Blackberry Smoke \| Holding All the Roses[5] \| — \| \| 7. März 2015 – 13. März 2015 1 Woche (insgesamt 1) \| 1 \| Aaron Watson \| The Underdog \| — \| \| 14. März 2015 – 27. März 2015 2 Wochen (insgesamt 7) \| 7 \| Sam Hunt \| Montevallo \| — \| \| 28. März 2015 – 17. April 2015 3 Wochen (insgesamt 3) \| 3 \| Luke Bryan \| Spring Break...Checkin' Out[6] \| — \| \| 18. April 2015 – 1. Mai 2015 2 Wochen (insgesamt 2) \| 2 \| Darius Rucker \| Southern Style[7] \| — \| \| 2. Mai 2015 – 15. Mai 2015 2 Wochen (insgesamt 2) \| 2 \| Reba McEntire \| Love Somebody[8] \| — \| \| 16. Mai 2015 – 5. Juni 2015 3 Wochen (insgesamt 3) \| 3 \| Zac Brown Band \| Jekyll + Hyde[9] \| — \| \| 6. Juni 2015 – 12. Juni 2015 1 Woche (insgesamt 3) \| 3 \| Brantley Gilbert \| Just as I Am[10] \| — \| \| 13. Juni 2015 – 19. Juni 2015 1 Woche (insgesamt 4) \| 4 \| Zac Brown Band \| Jekyll + Hyde \| — \| \| 20. Juni 2015 – 26. Juni 2015 1 Woche (insgesamt 3) \| 3 \| Willie Nelson & Merle Haggard \| Django & Jimmie[11] \| — \| \| 27. Juni 2015 – 3. Juli 2015 1 Woche (insgesamt 1) \| 1 \| Various Artists \| NOW That's What I Call Country Volume 8 \| — \| \| 4. Juli 2015 – 10. Juli 2015 1 Woche (insgesamt 5) \| 5 \| Zac Brown Band \| Jekyll + Hyde \| — \| \| 11. Juli 2015 – 17. Juli 2015 1 Woche (insgesamt 1) \| 1 \| Kacey Musgraves \| Pageant Material[12] \| — \| \| 18. Juli 2015 – 31. Juli 2015 2 Wochen (insgesamt 2) \| 2 \| Easton Corbin \| About to Get Real[13] \| — \| \| 1. August 2015 – 7. August 2015 1 Woche (insgesamt 8) \| 8 \| Sam Hunt \| Montevallo \| — \| \| 8. August 2015 – 14. August 2015 1 Woche (insgesamt 1) \| 1 \| Jason Isbell \| Something More Than Free[14] \| — \| \| 15. August 2015 – 21. August 2015 1 Woche (insgesamt 1) \| 1 \| Alan Jackson \| Angels and Alcohol[15] \| — \| \| 22. August 2015 – 28. August 2015 1 Woche (insgesamt 9) \| 9 \| Sam Hunt \| Montevallo \| — \| \| 29. August 2015 – 2. Oktober 2015 5 Wochen (insgesamt 5) \| 5 \| Luke Bryan \| Kill the Lights[16] \| — \| \| 3. Oktober 2015 – 9. Oktober 2015 1 Woche (insgesamt 1) \| 1 \| Brett Eldredge \| Illinois[17] \| — \| \| 10. Oktober 2015 – 16. Oktober 2015 1 Woche (insgesamt 6) \| 6 \| Luke Bryan \| Kill the Lights \| — \| \| 17. Oktober 2015 – 23. Oktober 2015 1 Woche (insgesamt 1) \| 1 \| Don Henley \| Cass County[18] \| — \| \| 24. Oktober 2015 – 30. Oktober 2015 1 Woche (insgesamt 1) \| 1 \| George Strait \| Cold Beer Conversation[19] \| — \| \| 31. Oktober 2015 – 13. November 2015 2 Wochen (insgesamt 8) \| 8 \| Luke Bryan \| Kill the Lights \| — \| \| 14. November 2015 – 20. November 2015 1 Woche (insgesamt 1) \| 1 \| Carrie Underwood \| Storyteller[20] \| — \| \| 21. November 2015 – 4. Dezember 2015 2 Wochen (insgesamt 29) \| 29 \| Chris Stapleton \| Traveller[21] \| — \| \| 5. Dezember 2015 – 11. Dezember 2015 1 Woche (insgesamt 1) \| 1 \| Chris Young \| I'm Comin' Over[22] \| — \| \| 12. Dezember 2015 – 18. Dezember 2015 1 Woche (insgesamt 29) \| 29 \| Chris Stapleton \| Traveller \| — \| \| 19. Dezember 2015 – 25. Dezember 2015 1 Woche (insgesamt 2) \| 2 \| Carrie Underwood \| Storyteller \| — \| |                                                |                                                |                                                |                           |
| ← 2014 |                                                |                                                |                                                | → 2016 →                  |
| Zeitraum | Wo. ges.                                       | Interpret                                      | Titel                                          | Zusätzliche Informationen |
| (Zeitraum, Wochen auf Platz eins, Interpret, Titel, zusätzliche Informationen) |                                                |                                                |                                                |                           |
| 27. Dezember 2014 – 2. Januar 2015 1 Woche (insgesamt 1) | 1                                              | Carrie Underwood                               | Greatest Hits: Decade Number 1                 | —                         |
| 3. Januar 2015 – 16. Januar 2015 2 Wochen (insgesamt 6) | 6                                              | Garth Brooks                                   | Man Against Machine                            | —                         |
| 17. Januar 2015 – 23. Januar 2015 1 Woche (insgesamt 3) | 3                                              | Jason Aldean                                   | Old Boots, New Dirt                            | —                         |
| 24. Januar 2015 – 30. Januar 2015 1 Woche (insgesamt 7) | 7                                              | Garth Brooks                                   | Man Against Machine                            | —                         |
| 31. Januar 2015 – 27. Februar 2015 4 Wochen (insgesamt 5) | 5                                              | Sam Hunt                                       | Montevallo                                     | —                         |
| 28. Februar 2015 – 6. März 2015 1 Woche (insgesamt 1) | 1                                              | Blackberry Smoke                               | Holding All the Roses                          | —                         |
| 7. März 2015 – 13. März 2015 1 Woche (insgesamt 1) | 1                                              | Aaron Watson                                   | The Underdog                                   | —                         |
| 14. März 2015 – 27. März 2015 2 Wochen (insgesamt 7) | 7                                              | Sam Hunt                                       | Montevallo                                     | —                         |
| 28. März 2015 – 17. April 2015 3 Wochen (insgesamt 3) | 3                                              | Luke Bryan                                     | Spring Break...Checkin' Out                    | —                         |
| 18. April 2015 – 1. Mai 2015 2 Wochen (insgesamt 2) | 2                                              | Darius Rucker                                  | Southern Style                                 | —                         |
| 2. Mai 2015 – 15. Mai 2015 2 Wochen (insgesamt 2) | 2                                              | Reba McEntire                                  | Love Somebody                                  | —                         |
| 16. Mai 2015 – 5. Juni 2015 3 Wochen (insgesamt 3) | 3                                              | Zac Brown Band                                 | Jekyll + Hyde                                  | —                         |
| 6. Juni 2015 – 12. Juni 2015 1 Woche (insgesamt 3) | 3                                              | Brantley Gilbert                               | Just as I Am                                   | —                         |
| 13. Juni 2015 – 19. Juni 2015 1 Woche (insgesamt 4) | 4                                              | Zac Brown Band                                 | Jekyll + Hyde                                  | —                         |
| 20. Juni 2015 – 26. Juni 2015 1 Woche (insgesamt 3) | 3                                              | Willie Nelson & Merle Haggard                  | Django & Jimmie                                | —                         |
| 27. Juni 2015 – 3. Juli 2015 1 Woche (insgesamt 1) | 1                                              | Various Artists                                | NOW That's What I Call Country Volume 8        | —                         |
| 4. Juli 2015 – 10. Juli 2015 1 Woche (insgesamt 5) | 5                                              | Zac Brown Band                                 | Jekyll + Hyde                                  | —                         |
| 11. Juli 2015 – 17. Juli 2015 1 Woche (insgesamt 1) | 1                                              | Kacey Musgraves                                | Pageant Material                               | —                         |
| 18. Juli 2015 – 31. Juli 2015 2 Wochen (insgesamt 2) | 2                                              | Easton Corbin                                  | About to Get Real                              | —                         |
| 1. August 2015 – 7. August 2015 1 Woche (insgesamt 8) | 8                                              | Sam Hunt                                       | Montevallo                                     | —                         |
| 8. August 2015 – 14. August 2015 1 Woche (insgesamt 1) | 1                                              | Jason Isbell                                   | Something More Than Free                       | —                         |
| 15. August 2015 – 21. August 2015 1 Woche (insgesamt 1) | 1                                              | Alan Jackson                                   | Angels and Alcohol                             | —                         |
| 22. August 2015 – 28. August 2015 1 Woche (insgesamt 9) | 9                                              | Sam Hunt                                       | Montevallo                                     | —                         |
| 29. August 2015 – 2. Oktober 2015 5 Wochen (insgesamt 5) | 5                                              | Luke Bryan                                     | Kill the Lights                                | —                         |
| 3. Oktober 2015 – 9. Oktober 2015 1 Woche (insgesamt 1) | 1                                              | Brett Eldredge                                 | Illinois                                       | —                         |
| 10. Oktober 2015 – 16. Oktober 2015 1 Woche (insgesamt 6) | 6                                              | Luke Bryan                                     | Kill the Lights                                | —                         |
| 17. Oktober 2015 – 23. Oktober 2015 1 Woche (insgesamt 1) | 1                                              | Don Henley                                     | Cass County                                    | —                         |
| 24. Oktober 2015 – 30. Oktober 2015 1 Woche (insgesamt 1) | 1                                              | George Strait                                  | Cold Beer Conversation                         | —                         |
| 31. Oktober 2015 – 13. November 2015 2 Wochen (insgesamt 8) | 8                                              | Luke Bryan                                     | Kill the Lights                                | —                         |
| 14. November 2015 – 20. November 2015 1 Woche (insgesamt 1) | 1                                              | Carrie Underwood                               | Storyteller                                    | —                         |
| 21. November 2015 – 4. Dezember 2015 2 Wochen (insgesamt 29) | 29                                             | Chris Stapleton                                | Traveller                                      | —                         |
| 5. Dezember 2015 – 11. Dezember 2015 1 Woche (insgesamt 1) | 1                                              | Chris Young                                    | I'm Comin' Over                                | —                         |
| 12. Dezember 2015 – 18. Dezember 2015 1 Woche (insgesamt 29) | 29                                             | Chris Stapleton                                | Traveller                                      | —                         |
| 19. Dezember 2015 – 25. Dezember 2015 1 Woche (insgesamt 2) | 2                                              | Carrie Underwood                               | Storyteller                                    | —                         |